# Elói Mendes (ort)
Elói Mendes är en ort i Brasilien.   Den ligger i kommunen Elói Mendes och delstaten Minas Gerais, i den sydöstra delen av landet, 700 km söder om huvudstaden Brasília. Elói Mendes ligger 910 meter över havet och antalet invånare är 19 413.
Terrängen runt Elói Mendes är huvudsakligen platt, men norrut är den kuperad. Runt Elói Mendes är det ganska glesbefolkat, med 47 invånare per kvadratkilometer.. Närmaste större samhälle är Varginha, 15,4 km öster om Elói Mendes.
Omgivningarna runt Elói Mendes är huvudsakligen savann.